# Тімоте Колодзейчак
Тімоте́ Колодзейча́к (фр. Timothée Kolodziejczak, нар. 1 жовтня 1991, Аррас) — французький футболіст, захисник клубу «Париж».
Виступав, зокрема, за клуби «Ліон», «Севілья» та «Сент-Етьєн», а також молодіжну збірну Франції.
Чемпіон Мексики. Дворазовий переможець Ліги Європи.

## Клубна кар'єра
Народився 1 жовтня 1991 року в місті Аррас. Вихованець юнацьких команд футбольних клубів «Ланс» та «Ліон».
У дорослому футболі дебютував 2008 року виступами за команду клубу «Ліон», в якій провів чотири сезони, взявши участь у 12 матчах чемпіонату. 
Своєю грою за цю команду привернув увагу представників тренерського штабу клубу «Ніцца», до складу якого приєднався 2012 року. Відіграв за команду з Ніцци наступні два сезони своєї ігрової кар'єри. Більшість часу, проведеного у складі «Ніцци», був основним гравцем захисту команди.
До складу клубу «Севілья» перейшов 2014 року. Відіграв за клуб з Севільї наступні три сезони своєї ігрової кар'єри, двічі вигравши з клубом Лігу Європи.
Згодом з 2017 по 2018 рік грав у складі команд клубів «Боруссія» (Менхенгладбах) та «УАНЛ Тигрес». В обох клубах рідко потрапляв до основного складу.
До складу клубу «Сент-Етьєн» приєднався 2018 року на правах оренди з «УАНЛ Тигрес». 

## Виступи за збірні
У 2007 році дебютував у складі юнацької збірної Франції, взяв участь у 33 іграх на юнацькому рівні, відзначившись одним забитим голом.
Протягом 2010–2012 років залучався до складу молодіжної збірної Франції. На молодіжному рівні зіграв у 15 офіційних матчах.

## Статистика виступів

### Статистика клубних виступів
| Сезон                   | Команда                    | Чемпіонат               | Чемпіонат | Чемпіонат | Національний кубок | Національний кубок | Національний кубок | Континентальні кубки | Континентальні кубки | Континентальні кубки | Інші змагання | Інші змагання | Інші змагання | Усього | Усього |
| Сезон                   | Команда                    | Ліга                    | Ігор      | Голів     | Ліга               | Ігор               | Голів              | Ліга                 | Ігор                 | Голів                | Ліга          | Ігор          | Голів         | Ігор   | Голів  |
| ----------------------- | -------------------------- | ----------------------- | --------- | --------- | ------------------ | ------------------ | ------------------ | -------------------- | -------------------- | -------------------- | ------------- | ------------- | ------------- | ------ | ------ |
| 2008–09                 | «Ліон»                     | Л1                      | 1         | 0         | КФ+КЛ              | -                  | -                  | ЛЧ                   | -                    | -                    | СКФ           | -             | -             | 1      | 0      |
| 2009–10                 | «Ліон»                     | Л1                      | 2         | 0         | КФ+КЛ              | -                  | -                  | ЛЧ                   | 1                    | 0                    | -             | -             | -             | 3      | 0      |
| 2010–11                 | «Ліон»                     | Л1                      | 8         | 0         | КФ+КЛ              | -                  | -                  | ЛЧ                   | 1                    | 0                    | -             | -             | -             | 9      | 0      |
| 2011–12                 | «Ліон»                     | Л1                      | 1         | 0         | КФ+КЛ              | -                  | -                  | ЛЧ                   | -                    | -                    | -             | -             | -             | 1      | 0      |
| Усього за «Ліон»        | Усього за «Ліон»           | Усього за «Ліон»        | 12        | 0         |                    | -                  | -                  |                      | 2                    | 0                    |               | -             | -             | 14     | 0      |
| 2012–13                 | «Ніцца»                    | Л1                      | 37        | 0         | КФ+КЛ              | 2+2                | 0+1                | -                    | -                    | -                    | -             | -             | -             | 41     | 1      |
| 2013–14                 | «Ніцца»                    | Л1                      | 34        | 2         | КФ+КЛ              | 3+2                | 0+1                | ЛЄ                   | 2                    | 0                    | -             | -             | -             | 41     | 3      |
| Усього за «Ніццу»       | Усього за «Ніццу»          | Усього за «Ніццу»       | 71        | 2         |                    | 9                  | 2                  |                      | 2                    | 0                    |               | -             | -             | 82     | 4      |
| 2014–15                 | «Севілья»                  | ПД                      | 18        | 1         | КІ                 | 5                  | 1                  | ЛЄ                   | 9                    | 0                    | СУ            | 0             | 0             | 32     | 2      |
| 2015–16                 | «Севілья»                  | ПД                      | 29        | 0         | КІ                 | 8                  | 0                  | ЛЧ+ЛЄ                | 6+7                  | 0+1                  | СУ            | 0             | 0             | 50     | 1      |
| 2016-січ. 2017          | «Севілья»                  | ПД                      | 5         | 0         | КІ                 | 2                  | 0                  | ЛЧ                   | 1                    | 0                    | СІ+СУ         | 0+1           | 0             | 9      | 0      |
| Усього за «Севілью»     | Усього за «Севілью»        | Усього за «Севілью»     | 52        | 1         |                    | 15                 | 1                  |                      | 23                   | 1                    |               | 1             | 0             | 91     | 3      |
| січ.-чер.2017           | «Боруссія» (Менхенгладбах) | БЛ                      | 1         | 0         | КН                 | 0                  | 0                  | ЛЄ                   | 1                    | 0                    | -             | -             | -             | 2      | 0      |
| 2017-18                 | «УАНЛ Тигрес»              | ЛМХ                     | 1+0+4+1   | 0         | КМ                 | 1                  | 0                  | ЛЧ                   | 1                    | 0                    | -             | -             | -             | 8      | 0      |
| лип. 2018               | «УАНЛ Тигрес»              | ЛМХ                     | 0         | 0         | КМ                 | 0                  | 0                  | ЛЧ                   | -                    | -                    | -             | -             | -             | 0      | 0      |
| Усього за «УАНЛ Тигрес» | Усього за «УАНЛ Тигрес»    | Усього за «УАНЛ Тигрес» | 6         | 0         |                    | 1                  | 0                  |                      | 1                    | 0                    |               | -             | -             | 8      | 0      |
| сер. 2018-19            | «Сент-Етьєн»               | Л1                      | 36        | 3         | КФ+КЛ              | 2+0                | 0                  | -                    | -                    | -                    | -             | -             | -             | 38     | 3      |
| Усього за кар'єру       | Усього за кар'єру          | Усього за кар'єру       | 178       | 6         |                    | 27                 | 3                  |                      | 29                   | 1                    |               | 1             | 0             | 235    | 10     |

## Титули і досягнення
- Переможець Ліги Європи (2):

«Севілья»: 2015, 2016
- Чемпіон Мексики (1):

«УАНЛ Тигрес»:  Апертура 2017
- Чемпіон Європи (U-19): 2010